# Pedro Nolasco Estrada Aristondo
Pedro Nolasco Estrada Aristondo († 1804) ist ein Kapellmeister und Komponist aus Guatemala.

## Leben
Gemeinsam mit seinen Brüdern José und Mariano erhielt Aristondo seine musikalische Ausbildung als Lehrling von Rafael Antonio Castellanos, Kapellmeister der Kathedrale von Santiago de Guatemala (heute Antigua Guatemala). Ab Anfang der 1780er Jahre war er Violinist und Sänger der Kapelle in der Kathedrale der heutigen Guatemala-Stadt, wohin die Hauptstadt nach dem Erdbeben von 1773 versetzt worden war. 1797 wurde er zum Kapellmeister der Kathedrale ernannt, und Dokumente der Zeit loben sein Talent als Leiter des Chors und Orchesters. Er trat auch als Komponist von Kantaten, Villancicos und lateinischer Kirchenmusik hervor.

## Werke

### Kantaten und Villancicos
- En los brazos de la aurora (1780)
- Niño mío (1783)
- Con nueva palma (1784)
- Paso a paso (1784)
- Adorad mortales (1785)
- O lágrimas devotas (1786)
- Xacarilla, xacarilla (1786)
- Un preceptor (1786)
- Diga, ¿a quién busca? (1787)
- Con afecto (1787)
- Las zagalejas de antaño (1787)
- Un Rodrigón y una dueña (1787)
- Por más que las furias (1787)
- Levante pues (1788)
- Milagrosa infanta (1788)
- Demócrito y Heráclito (1788)
- Ruega, Jesús (1789)
- No son rayos, no (1789)
- Venid, atended (1790)
- Ea, pastorcillos (1790)
- Oy que el mayor (1790)
- No os ausentéis, mi bien (1798)

### Lateinische Kirchenmusik
- 2 Messen für zweistimmigen Knabenchor und Orgel
- Subvenite Sancti Dei, für Chor und Streicher
- Libera me, Domine, für Chor und Orchester

## Einspielungen
- Por más que las furias, Kantate (1787). Cristina Altamira, Mezzosopran. Ensemble Millennium, Joyas del Barroco en Guatemala, CD, 2006.